# Brestovik
Pour le village kosovar, voir Brestovik (Peć).
Brestovik (en serbe cyrillique : Брестовик) est une localité de Serbie située dans la municipalité de Grocka et sur le territoire de la Ville de Belgrade. Au recensement de 2011, elle comptait 1 045 habitants.

## Géographie

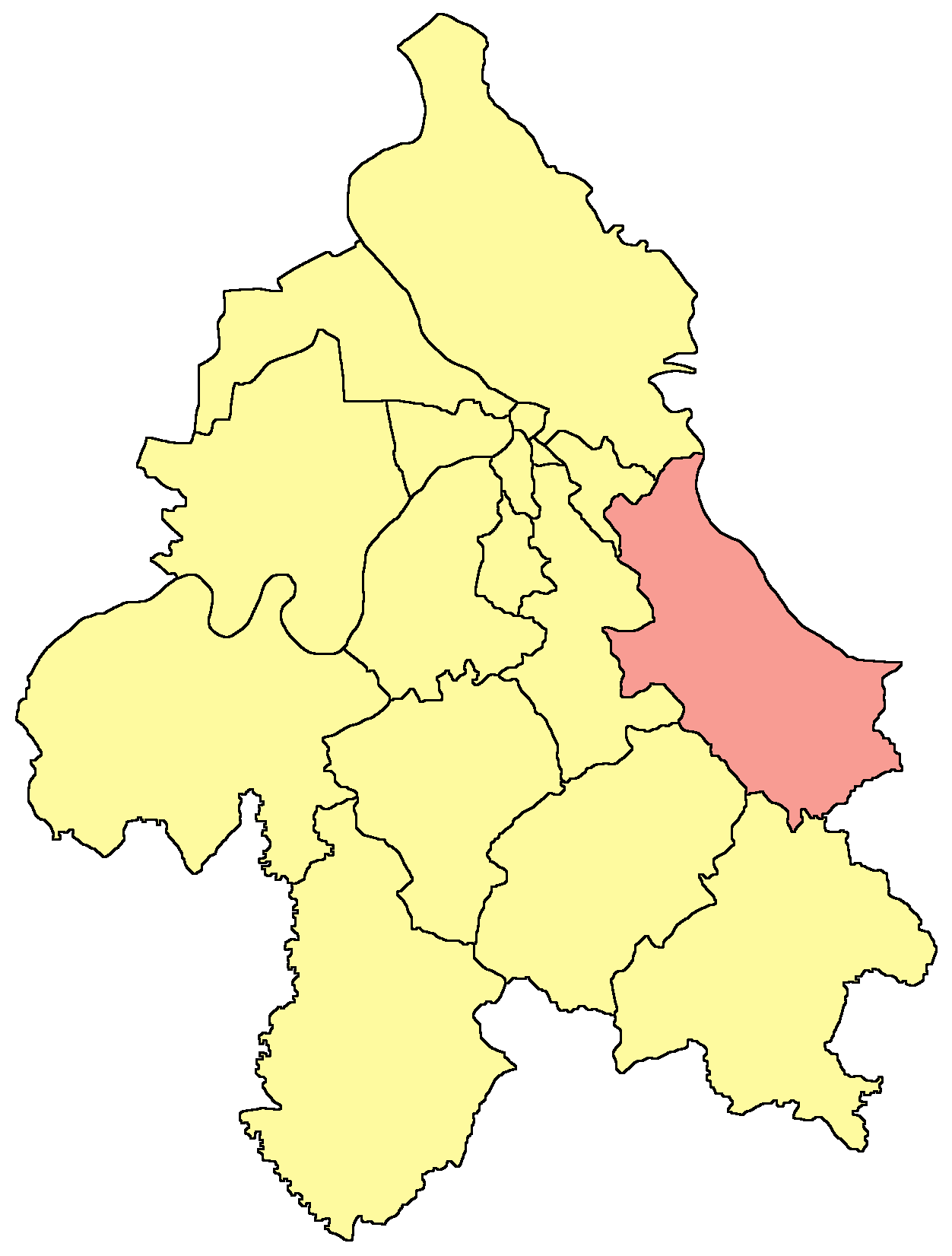
Localisation de la municipalité de Grocka dans la Ville de Belgrade

Brestovik, officiellement classé parmi les villages de Serbie, est situé sur la rive du Danube. La localité se trouve à 6 km à l'est de Grocka et à une quarantaine de kilomètres à l'est de Belgrade. En serbe, son nom signifie l'« ormaie ».

## Histoire
Sur le territoire de Brestovik se trouvent les sites archéologiques de Beli breg et de Goli breg, qui remontent au IIIe siècle, ; une tombe remontant à l'Antiquité tardive y a été retrouvée et a été inscrite sur la liste des monuments culturels de grande importance,.
L'actuel village a été fondé en 1827, à l'époque du prince Miloš Obrenović ; il comptait alors 27 foyers et 160 « âmes » ; en 1846, il comptait 31 foyers. Selon le recensement de 1921, Brestovik comptait 145 foyers et 831 habitants. Sa première école a été construite en 1910.

## Démographie

### Évolution historique de la population
| 1948  | 1953  | 1961  | 1971  | 1981  | 1991  | 2002  | 2011  |
| ----- | ----- | ----- | ----- | ----- | ----- | ----- | ----- |
| 1 043 | 1 038 | 1 047 | 1 050 | 1 038 | 1 129 | 1 076 | 1 045 |

|  |

### Données de 2002
Pyramide des âges (2002)
En 2002, l'âge moyen de la population était de 42,1 ans pour les hommes et 42,4 ans pour les femmes.
Répartition de la population par nationalités (2002)
En 2002, les Serbes représentaient 97,76 % de la population.

### Données de 2011
En 2011, l'âge moyen de la population était de 45,1 ans, 44,8 ans pour les hommes et 45,4 ans pour les femmes.